# Leningradsky Metallichesky Zavod
Leningradsky Metallichesky Zavod (en ruso: Ленинградский Металлический Завод, «Planta de Metal de Leningrado»), conocida por sus siglas LMZ, es el mayor fabricante ruso de máquinas eléctricas y turbinas para centrales eléctricas. Desde 2000 forma parte del grupo Power Machines.

## Historia
La compañía fue fundada en 1857, en San Petersburgo, Rusia, como una caldera de obras y pequeña fundición. La industria todavía se encuentra en el sitio original, en la orilla derecha del río Nevá de la ciudad petersburguesa. Las turbinas de vapor se llevan fabricando en LMZ desde 1907, cuando la empresa fue autorizada a construir las turbinas francesas Rateau. Al mismo tiempo que se comenzaron a construir torretas, soportes de armas y tubos lanzatorpedos.
En 1912 la compañía recibió un contrato para una serie de destructores de la clase Novik originalmente diseñados por AG Vulcan Stettin. Contrajo al mismo tiempo con Vulcano para construir un astillero, así como para las licencias para turbinas Curtis_AEG-Vulcan y calderas Vulcan-Yarrow. En 1914 la empresa pasó a llamarse Planta de Metal de Petrogrado (Petrogradskiy Metallicheskiy Zavod) cuando San Petersburgo fue rebautizada como Petrogrado. Al comienzo de la Primera Guerra Mundial, la compañía tenía cuatro gradas de construcción y empleó a 5 500 trabajadores.